# جيولوجيا بيئية

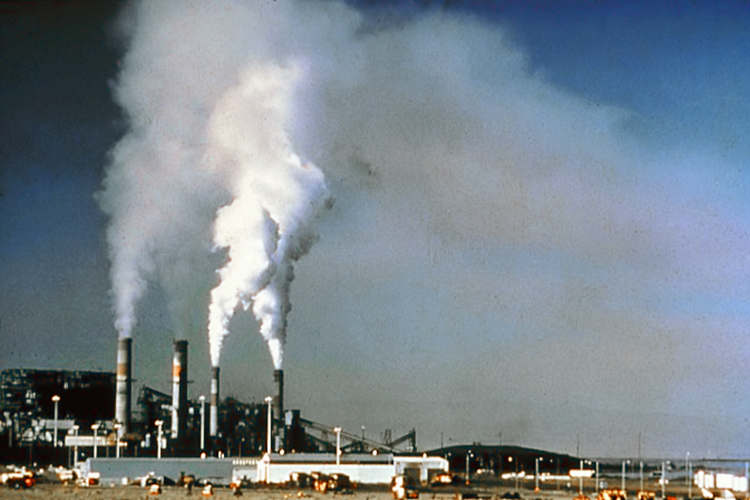

الجيولوجيا البيئية، مثل الهيدروجيولوجيا، هي أحد العلوم التطبيقية التي تهتم بالتطبيق العملي لمبادئ الجيولوجيا في حل المشاكل البيئية. فهي مجال متعدد التخصصات مرتبط ارتباطًا وثيقًا بالجيولوجيا الهندسية و، إلى حد أقل، بالجغرافيا البيئية. وكل تخصص من هذه التخصصات يدرس تداخل البشر مع البيئة الجيولوجية، وتشمل غلاف الأرض الحيوي وغلاف الأرض الصخري وغلاف الأرض المائي، وإلى حد ما غلاف الأرض الجوي. وبعبارة أخرى، فإن الجيولوجيا البيئية هي تطبيق المعلومات الجيولوجية في حل المشاكل، وذلك من خلال تقليل التدهور البيئي السلبي أو زيادة الوضع المفيد المحتمل الناجم عن استخدام البيئة الطبيعية والمعدلة.
وتشمل الجيولوجيا البيئية ما يلي:
- إدارة المصادر الجيولوجية والهيدروجيولوجية مثل الوقود الأحفوري والمعادن والمياه (السطحية والجوفية) واستخدام الأرض.
- دراسة سطح الأرض من خلال تخصصات علم تشكل الأرض والإيدافولوجيا (علم تأثير التربة)؛
- تحديد وتقليل تعرض الإنسان للمخاطر الطبيعية؛
- إدارة التخلص من النفايات الصناعية والمنزلية وتقليل، أو القضاء على، آثار التلوث،
- القيام بالأنشطة المرتبطة، وتشمل عادة التقاضي.

تعتبر جريدة Environmental Earth Sciences (علوم الأرض البيئية) من بين الجرائد المنتشرة في هذا المجال، والتي يتم تقييمها من جانب الأقران، (ISSN: 1866-6280),، وكانت تُعرف سابقًا باسم Environmental Geology (الجيولوجيا البيئية) (ISSN: 0943-0105).

## وصلات خارجية
- US Dept. of Labor